# Fruitville
Fruitville es un lugar designado por el censo ubicado en el condado de Sarasota en el estado estadounidense de Florida. En el Censo de 2010 tenía una población de 13 224 habitantes y una densidad poblacional de 717,92 personas por km².

## Geografía
Fruitville se encuentra ubicado en las coordenadas 27°19′58″N 82°27′34″O / 27.33278, -82.45944. Según la Oficina del Censo de los Estados Unidos, Fruitville tiene una superficie total de 18.42 km², de la cual 17.6 km² corresponden a tierra firme y (4.43 %) 0.82 km² es agua.

## Demografía
Según el censo de 2010, había 13 224 personas residiendo en Fruitville. La densidad de población era de 717,92 hab./km². De los 13 224 habitantes, Fruitville estaba compuesto por el 91.84 % blancos, el 2.47 % eran afroamericanos, el 0.23 % eran amerindios, el 1.93 % eran asiáticos, el 0.02 % eran isleños del Pacífico, el 1.97 % eran de otras razas y el 1.55 % pertenecían a dos o más razas. Del total de la población el 8.7 % eran hispanos o latinos de cualquier raza.